# Shawnee Felton
Shawnee Felton (ur. 23 listopada 1995) – nowozelandzka judoczka. 
Brązowa medalistka mistrzostw Oceanii w 2017. Trzecia na mistrzostwach kraju w 2012 i 2016 roku.